# 高拉马
高拉马是巴西南大河州的一个市镇。总面积204.149平方公里，总人口6132人，人口密度30人/平方公里。